# Terry Markwell
Teresa "Terry" Marie Markwell, född 3 mars 1953 i Phoenix, Arizona, är en amerikansk skådespelare. Hon är mest känd för att ha spelat agenten Casey Randall i TV-serien Farligt uppdrag. Randall var den enda av seriens agenter som tillfångatogs och dödades (säsong 1, avsnitt 12, "The Fortune").